# Tool (gruppo musicale)
I Tool sono un gruppo musicale alternative/progressive metal statunitense formatosi nel 1990 a Los Angeles, California. Il loro stile coniuga elementi heavy metal e neoprogressive con altri generi affini; questo eclettismo ha permesso al gruppo di guadagnarsi l'attenzione di un pubblico non legato a un genere specifico.
Emersi nel panorama rock alternativo grazie al primo album (Undertow del 1993) nel momento in cui questo era dominato dal movimento grunge, si sono imposti sulla scena alternative metal nel 1996, con la pubblicazione del secondo album Ænima. I loro sforzi di unificare sperimentazione musicale, arte visuale ed un messaggio di evoluzione personale nei testi (culminati prima nell'album Lateralus del 2001 e nel successivo 10,000 Days del 2006) hanno fatto guadagnare al gruppo buoni consensi dalla critica e successo in tutto il mondo. Grazie all'incorporazione di effetti visuali complessi nei loro tour, e alla composizione di pezzi complessi e di lunga durata, spesso contenenti riferimenti a calcoli matematici, dalle liriche controverse e astratte oltre a video non ortodossi, è stata loro data l'etichetta di gruppo progressive e art rock.
Questa fusione implica anche un rapporto ambiguo con l'industria della musica, talvolta descritto come censura, e uno sforzo continuo per preservare la propria privacy; durante i concerti, Keenan è solito pregare gli spettatori di non scattare fotografie con flash, per non rovinare l'atmosfera creata dall'unione tra musica, video ed effetti visivi.
Tuttavia, i Tool hanno ricevuto l'apprezzamento della critica, sostenuto tour mondiali e pubblicato album che più volte hanno raggiunto la prima posizione in classifica in vari stati, oltre ad aver vinto quattro Grammy Award. Spesso, tra l'uscita di un album e un altro, lasciano passare molti anni, questo per elaborare vari dettagli, quali il design del booklet degli album, le luci degli show e per lavorare con noti side-project.

## Storia del gruppo

### Gli inizi (1988-1992)

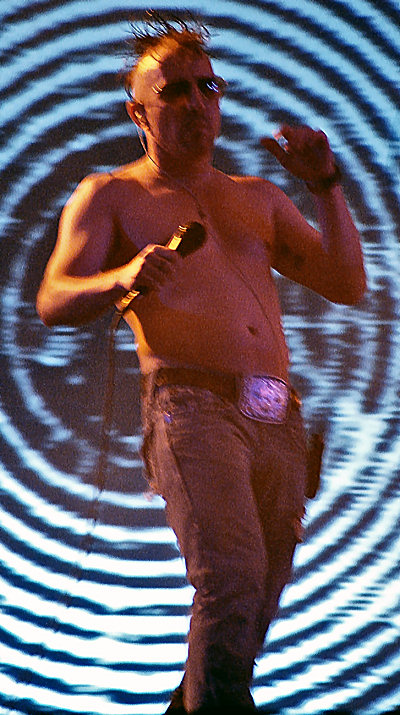
Maynard James Keenan dal vivo al Roskilde Festival del 2006

Il quartetto è formato dal cantante e compositore Maynard James Keenan, dal chitarrista Adam Jones, dal bassista Paul D'Amour (prima) e in seguito dal britannico Justin Chancellor e dal batterista Danny Carey.
Il nome del gruppo proviene dal passato di Maynard James Keenan: era infatti un aspirante marine nell'esercito statunitense e "tool" è nel gergo militare una persona che tradisce anche i migliori amici per i propri interessi e che segue pedissequamente ogni singola regola che gli viene imposta dall'alto, tema ricorrente nei testi del frontman.
Keenan negli anni ottanta era stato membro dei Children of the Anachronistic Dynasty (C.A.D.) e dei TexAns, gruppi che non ebbero mai molta fortuna. Dopo aver fatto conoscenza con Adam Jones (che oltre che chitarrista è un designer di effetti cinematografici: ha lavorato in Jurassic Park e Terminator 2) tramite un amico comune nel 1989, Keenan fa ascoltare a Jones un'incisione su nastro di uno dei suoi precedenti progetti musicali, e Jones rimane positivamente impressionato dalla sua voce, tanto che invita Keenan a formare un gruppo insieme. I due iniziano a provare insieme e cercano un bassista ed un batterista per completare la formazione. Danny Carey (ex batterista di Green Jellÿ, Pigmy Love Circus e Carole King tra gli altri) che abitava vicino a Keenan, viene presentato a Jones da Tom Morello, un suo ex compagno di scuola nonché ex componente insieme allo stesso Jones degli Electric Sheep. I tre iniziano a provare in casa di Danny Carey, e la formazione viene completata dal bassista Paul D'Amour, presentato a Jones da un suo amico.
Con questa formazione e solo dopo alcuni concerti, il gruppo viene contattato da alcune case discografiche, e dopo solo tre mesi di vita firmano un contratto con la Zoo Entertainment. Nel marzo del 1992, la Zoo pubblica il primo disco del gruppo, l'EP Opiate, composto da sei brani che ancora non lasciano intuire le sonorità che poi caratterizzeranno i quattro; l'unico spunto si ritrova nella conclusiva title track. Spunto che verrà ripreso ed ampliato nell'album di debutto (Undertow) l'anno successivo. Il nome dell'EP deriva dalla celebre frase di Karl Marx: «La religione è l'oppio dei popoli». Il disco è stato descritto dai componenti del gruppo come "slam and bang" heavy metal, in quanto composto dalle sei canzoni "dal suono più duro" fino ad allora prodotte. Per il brano Hush viene prodotto anche un video musicale che mostra il loro dissenso verso il Parents Music Resource Center e la sua battaglia per la censura nella musica. Il video mostra infatti i componenti del gruppo nudi con i genitali coperti da cartelli con su scritto "Parental Advisory - Explicit Parts" e con le bocche coperte da nastro adesivo. Successivamente il gruppo parte in tour con la Rollins Band, gli Skitzo, i Fishbone ed i Rage Against the Machine ed ottiene una recensione positiva da Janiss Garza di RIP Magazine nel settembre 1992.
Nel 1992 Maynard James Keenan collabora all'esecuzione in studio del brano Know Your Enemy dei Rage Against the Machine: lo si può ascoltare nella parte centrale e più lenta della canzone.

### Undertow(1993-1995)

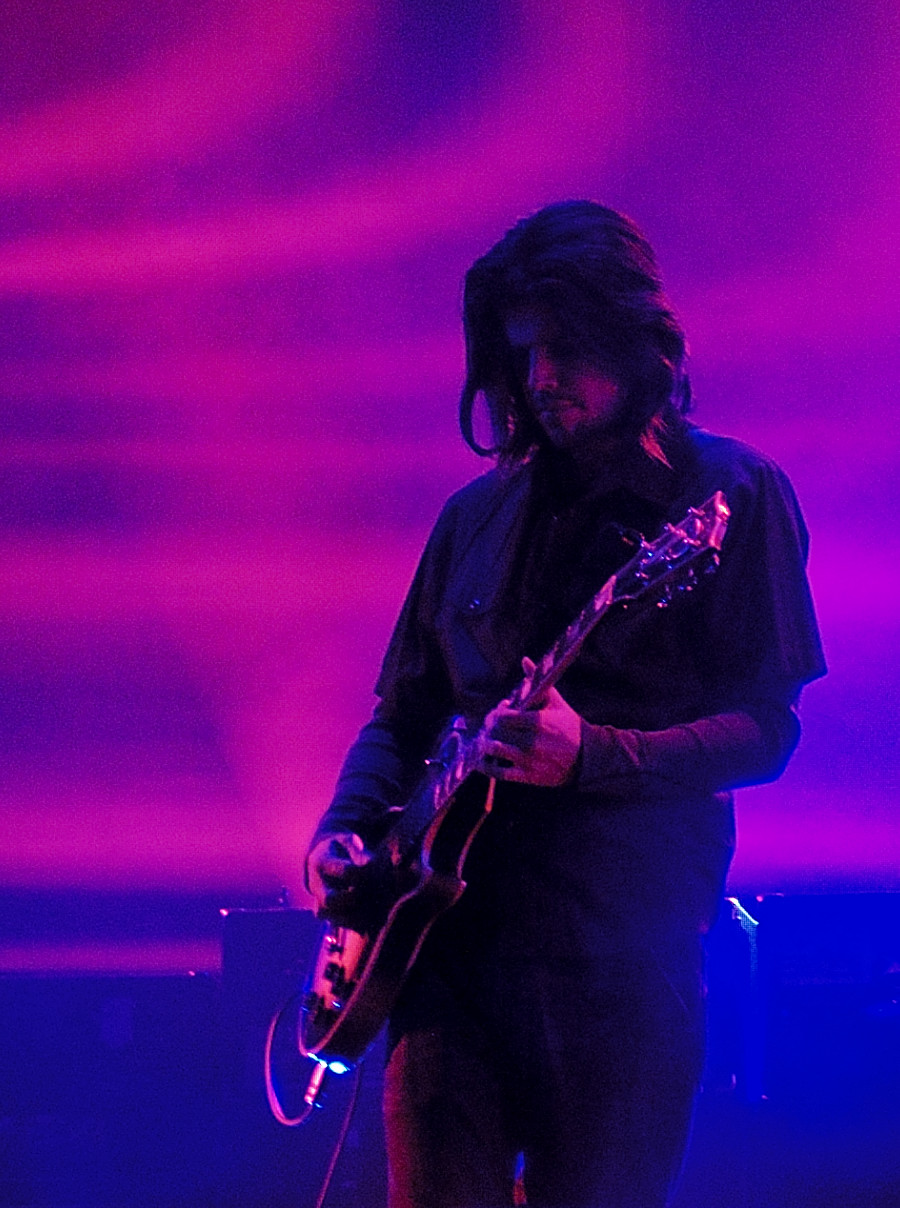
Adam Jones dal vivo al Roskilde Festival del 2006

Undertow, pubblicato in piena esplosione grunge con canzoni già pronte all'epoca di Opiate, si presenta come un "soggetto anomalo" nel panorama del sound statunitense di quegli anni; i suoni non ricordano affatto la furia punk/grunge dei Nirvana, ma neppure il più classico thrash metal di stampo Metallica. È qualcosa che trae ispirazione da storie d'amore perverso o dalle tante discrepanze della società statunitense, dalla religione ai rapporti sociali. Il gruppo va in tour con il grande circus del Lollapalooza, acquistando ancora più popolarità, passando nel corso del festival stesso dal secondo palco a quello principale grazie al loro manager e cofondatore del festival, Ted Gardner.
All'ultima data del festival tenutasi a Los Angeles, il gruppo venne introdotto sul palco dal comico Bill Hicks, amico dei componenti del gruppo nonché ispiratore, come menzionato nelle note di Undertow. In maniera scherzosa Hicks chiese ai 60.000 spettatori presenti al concerto di alzarsi in piedi per aiutarlo a cercare una lente a contatto che gli era caduta.
La maggior popolarità del gruppo ottenuta grazie alla partecipazione al Lollapalooza portò l'album Undertow ad essere certificato disco d'oro dalla RIAA nel settembre 1993, e disco di platino nel 1995, nonostante il disco stesso venisse venduto con la copertina censurata nei negozi. Il singolo Sober divenne una hit nel marzo 1994 e fece guadagnare al gruppo il premio indetto da Billboard come "Best Video By A New Artist" per il video di Sober, girato in stop motion. Il gruppo ricevette una cattiva pubblicità per l'uscita del singolo Prison Sex e il relativo video, diretto e creato dal chitarrista Adam Jones, che affermò di avere realizzato il video sulla base di un'"interpretazione surrealistica" del soggetto. Il video ed il testo della canzone alludevano all'abuso su minori, e questo provocò reazioni controverse. Il testo inizia con la frase: "È passato troppo tempo per ricordare cosa è successo. Ero giovane ed innocente, so solo che mi ha fatto male, ma adesso respiro e suppongo di essere vivo". Nonostante alcuni giornalisti del periodo lodarono il video descrivendolo come metaforico, la sezione statunitense dell'emittente Much lo definì troppo grafico e offensivo; per tali ragioni anche MTV non lo mandò più in onda dopo poco tempo.
Nel settembre del 1995 il gruppo entra in studio per iniziare le registrazioni del secondo album. In quel periodo avviene l'unico cambiamento nella formazione. Infatti il bassista Paul D'Amour lascia il gruppo in maniera amichevole per seguire altri progetti. Viene rimpiazzato da Justin Chancellor dei Peach, con i quali i Tool avevano già suonato durante il tour europeo. Chancellor venne scelto a scapito di altri bassisti come Scott Reeder dei Kyuss, Frank Cavanaugh dei Filter, E. Sheperd Stevenson dei Pigmy Love Circus e Marco Fox degli ZAUM.

### Ænima(1996-2000)

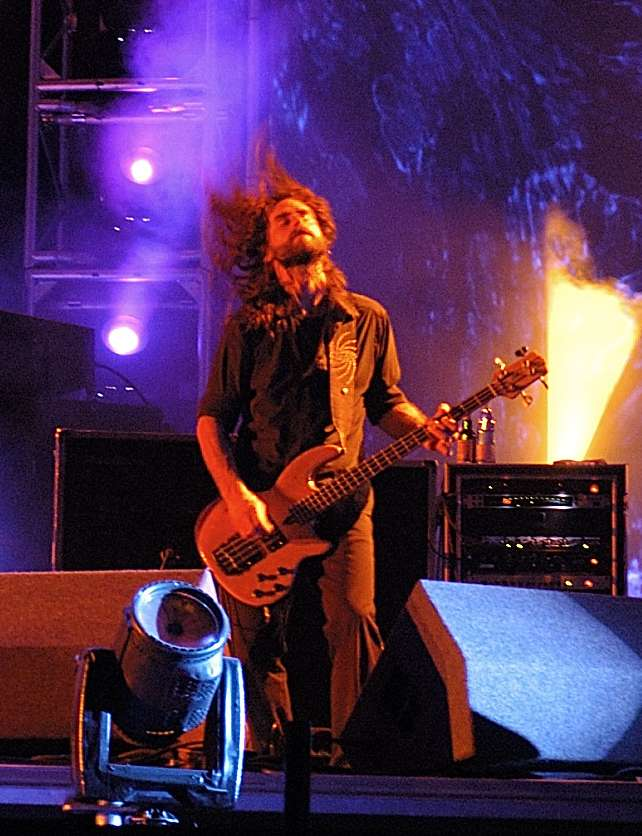
Justin Chancellor dal vivo al Roskilde Festival del 2006

Dopo l'ingresso in formazione di Chancellor, il gruppo continua le registrazioni dell'album Ænima. Il disco viene prodotto da David Bottrill, produttore di alcuni album dei King Crimson, mentre Adam Jones collabora con Cam de Leon per la realizzazione della copertina dell'album, che ottiene anche una nomination ai Grammy. Ænima viene pubblicato nel 1996. Le atmosfere si dilatano ancora di più, vengono inserite nel tessuto sonoro, già molto fitto, percussioni, campionamenti, suoni orientaleggianti; tra i pezzi, Eulogy, Message to Harry Manback, un messaggio in italiano lasciato sulla segreteria telefonica di un "amico" del cantante, offendendolo, accompagnato sul disco dal pianoforte. Hooker With a Penis rimanda alle sonorità dure e pure di Opiate, Pushit e Ænema sono un continuo mutare di atmosfere, di suoni e della voce di Keenan.
L'album è dedicato al comico Bill Hicks, deceduto due anni e mezzo prima. Tra i riferimenti ad Hicks rintracciabili nel disco si trova l'intro del pezzo finale, Third Eye, che riporta parte di un'esibizione del comico. Inoltre sia la versione lenticolare di Ænima sia il coro del pezzo Ænema si riferiscono ad uno sketch di Hicks dal titolo Arizona Bay, dove il comico ipotizza lo sprofondamento della California nell'Oceano Pacifico.
Il primo singolo estratto dall'album, Stinkfist, ottenne una limitata ed imperfetta programmazione attraverso radio e televisione. Infatti le radio ne facevano ascoltare una versione più corta, mentre MTV rinominò il video in Track #1 a causa di possibili connotazioni offensive, oltre a modificare artificialmente il testo del brano. In risposta ai reclami dei fan nei riguardi della censura utilizzata nel video, Matt Pinfield, conduttore del programma MTV 120 Minutes espresse rammarico in diretta, agitando il pugno davanti alla sua faccia mentre presentava il video, spiegando il cambio del titolo.
Il tour per la promozione del disco iniziò nell'ottobre 1996, dopo due sole settimane dalla pubblicazione. Oltre a numerose date negli Stati Uniti ed in Europa, i Tool andarono anche in Australia nel marzo del 1997. Il 1º aprile di quell'anno segnò l'inizio di diversi pesci d'aprile ad opera del gruppo. Kabir Akhtar, webmaster del fansite semi ufficiale del gruppo dal nome The Tool Page, pubblicò la notizia che «almeno tre componenti del gruppo sono in condizioni critiche» dopo un incidente avvenuto sull'autostrada al tour bus. La notizia venne diffusa anche attraverso la radio ed MTV. Akhtar successivamente pubblicò delle scuse sul sito, aggiungendo che The Tool Page non avrebbe esitato a pubblicare eventuali "bufale" in futuro, cosa che puntualmente avvenne negli anni successivi. Il tour continuò il giorno successivo come da programma. Al ritorno negli Stati Uniti d'America, i Tool si esibirono al Lollapalooza nel luglio del 1997, questa volta come gruppo principale, e il New York Times scrisse: «I Tool sono ritornati al Lollapalooza in trionfo dopo essere apparsi tra le oscure band del palco secondario del festival del 1993. Adesso i Tool sono la prima attrazione di un festival che combatte per mantenere i suoi propositi».
Nonostante il declino di popolarità del rock alternativo di metà anni novanta negli Stati Uniti, Ænima raggiunse un buon successo di vendite. L'album, di influenza progressive, portò il gruppo alla testa del genere alternative metal: il brano Ænema guadagnò un Grammy, mentre l'album presenziò in diverse liste di "Migliori album del 1996", tra le quali quelle di Kerrang! e Terrorizer.
Una battaglia legale che iniziò lo stesso anno, interferì con il lavoro del gruppo sul nuovo album. La Volcano Records (nuovo nome della Zoo Entertainment) iniziò un'azione legale contro il gruppo per presunte violazioni del contratto. Secondo la Volcano, i Tool violarono il contratto quando valutarono offerte da altre etichette discografiche. Dopo che i Tool presentarono a loro volta un'azione legale contro la Volcano, accusata di non aver utilizzato l'opzione di rinnovo del contratto, le parti cercarono un accordo stragiudiziale. Alla fine del 1998 i Tool accettarono un nuovo contratto che prevedeva la produzione di tre album. Nel 2000 il gruppo licenziò il manager di lunga data Ted Gardner, che fece causa al gruppo per non aver ricevuto le commissioni per l'accordo fatto con la Volcano.
Dopo aver finito la promozione per il disco, Keenan fonda gli A Perfect Circle, accompagnato dal chitarrista Billy Howerdel, mentre Jones collabora con i Melvins di Buzz Osborne e Carey suona con Jello Biafra dei Dead Kennedys in alcuni progetti paralleli. Negli A Perfect Circle le chitarre sono sempre pesanti, ma si lascia più spazio alla melodia, alla tastiera e alla voce; la durata dei brani e dei dischi diminuisce sensibilmente.
Nonostante alcune voci diano il gruppo sul punto di separarsi, Chancellor, Jones e Carey lavorano su nuovo materiale in attesa che Keenan si liberi dagli impegni con gli A Perfect Circle. Segue la raccolta Salival, un cofanetto pubblicato sotto forma di CD/VHS o CD/DVD contenente un inedito, tutti i videoclip pubblicati fino a quel momento e vari brani eseguiti dal vivo, tra cui la cover di No Quarter dei Led Zeppelin e You Lied dei Peach. Questa pubblicazione pone fine alle voci su un'eventuale separazione. Benché da Salival non fu estratto alcun singolo, la traccia nascosta Maynard's Dick (brano originariamente composto nelle sessioni di Opiate) viene trasmessa dalle radio statunitensi con il titolo Maynard's Dead.
Nel 2000 Keenan canta con i Deftones in Passenger, brano musicale che fa parte dell'album White Pony, collaborando anche come coautore del brano.

### Lateralus(2001-2005)

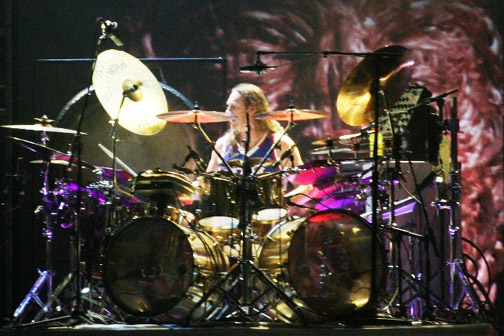
Danny Carey durante un concerto dei Tool

Nel gennaio 2001 i Tool annunciano un nuovo album, Systema Encéphale, la cui lista tracce, composta da dodici brani, contiene brani come Riverchrist, Numbereft, Encephatalis, Musick e Coeliacus. Le reti di file sharing come Napster vengono inondate da falsi file con il titolo dei pezzi annunciati. In quel periodo i componenti del gruppo avevano un atteggiamento critico verso i network di file sharing, generalmente per l'impatto negativo che questi avevano sugli artisti che legano il loro successo al numero di copie vendute per continuare la carriera. Keenan, in un'intervista a NY Rock nel 2000 disse:
Il 15 febbraio 2001 il gruppo rivelò che il nuovo album si sarebbe intitolato Lateralus e che sia il titolo Systema Encéphale che la lista tracce annunciati precedentemente erano falsi. Lateralus e l'annesso tour porta il gruppo un passo avanti verso l'art. rock ed il rock progressivo.
L'album diventa un successo mondiale, raggiungendo la prima posizione nella classifica U.S. Billboard 200 nella prima settimana di pubblicazione. Il gruppo riceve il suo secondo Grammy Award per la "Best Metal Performance" del 2001 grazie al brano Schism.
Nell'album si nota un cambiamento sensibile nelle tematiche del gruppo (escludendo Ticks & Leeches), i temi lasciano spazio a una certa vena spirituale, rappresentata anche dal booklet del disco, un corpo umano su sfondo trasparente che pagina dopo pagina si spoglia sempre più delle proprie carni, lasciando intravedere, nell'ultima pagina, la scritta GOD nel cervello dell'uomo. Queste illustrazioni sono opera di Alex Grey, pittore visionario che collabora con i Tool. È infatti sempre presente nelle grafiche, nei video, e in tutto quello che riguarda l'immagine grafica dei Tool da questo album in avanti.
All'uscita di Lateralus si è parlato di svolta elettronica. Le chitarre si fanno forse meno dure, ma le trame sono più stratificate. Da citare il trio di canzoni che chiude quasi l'album: Disposition/Reflection/Triad, venti minuti che partono con l'arpeggio della prima traccia, continuano con gli undici minuti della seconda (aperti da percussioni e chiusi con un intreccio sonoro psichedelico) e chiusi dal semi-industrial della terza traccia. Nuova la struttura dell'album, in cui spesso degli spunti sonori relativamente brevi fanno da prologo ai pezzi veri propri, che dei primi riprendono e ampliano il tema: così Eon Blue Apocalypse per The Patient, Mantra per Schism, Parabol per Parabola e Disposition per Reflection.
Per il supporto di Lateralus il gruppo andò in tour nel 2001 e nel 2002, con una parentesi di dieci esibizioni con i King Crimson nell'agosto del 2001. MTV descrisse i due gruppi come «I re di una volta e quelli futuri del rock progressivo». Keenan commentò così il mini-tour: «Per me, stare sul palco con i King Crimson è come per Lenny Kravitz suonare con i Led Zeppelin o per Britney Spears stare sul palco con Debbie Gibson.»
Nonostante la fine del tour nel novembre 2002 fece pensare ad un'altra lunga attesa per il nuovo disco del gruppo, i componenti non rimasero completamente inattivi. Keenan registrò ed andò in tour con gli A Perfect Circle, gli altri componenti realizzarono un'intervista e registrazioni di nuovo materiale rivolto esclusivamente ai membri del fan club ufficiale. Il primo aprile 2005 sul sito ufficiale del gruppo apparve un annuncio: «Maynard ha trovato Gesù», e aggiungeva che il cantante voleva abbandonare le registrazioni del nuovo album temporaneamente, non escludendo l'abbandono permanente. Kurt Loder di MTV contattò Keenan via email per avere una conferma, che arrivò. Loder riprovò a fare la richiesta e questa volte ottenne come risposta semplicemente «heh heh». Quindi, il 7 aprile, sul sito ufficiale comparì la scritta: «Buone notizie, fan del pesce d'aprile. Le composizioni e le registrazioni dell'album sono di nuovo in corso.»
Mentre le registrazioni del nuovo disco continuavano venne pubblicata una versione in vinile di Lateralus e due DVD singoli, mentre il sito ufficiale rinnovava la sua pagina principale con una realizzazione dell'artista Joshua Davis. La versione in vinile di Lateralus (realizzata in formato picture disc doppio) venne dapprima pubblicata in edizione limitata autografata disponibile solo per i membri del fan club, e successivamente venne resa disponibile a tutti (23 agosto 2005). Il 20 dicembre dello stesso anno vengono pubblicati i due DVD, uno con il singolo Schism e l'altro con il pezzo Parabola. Nei due DVD è presente un remix dei pezzi ad opera di Lustmord oltre ai videoclip con annesso il commento di David Yow per il primo e di Jello Biafra per il secondo.

### 10,000 Days(2006-2009)
Arrivati al traguardo dei quindici anni di carriera i Tool raggiungono quello che Dan Epstein della rivista musicale statunitense Revolver definisce come "seguito di culto". Nel frattempo si susseguono voci sulla pubblicazione del nuovo album, come l'influenza dei gruppi Fantômas e Meshuggah, gruppi che hanno fatto loro da spalla durante alcuni tour. Anche in questo caso nascono controversie sul titolo dell'album. Le prime indiscrezioni dicevano che il titolo dovesse essere Teleincision, quasi subito scartato, mentre successivamente venne annunciato sul sito ufficiale che il titolo finale del disco sarebbe stato 10,000 Days. Nonostante questo annuncio le speculazioni sul titolo continuarono. Venne infatti affermato che 10,000 Days era un titolo falso, utilizzato solo per confondere i fan fino al giorno della pubblicazione, cosa che invece venne smentita quando una copia sottratta del disco venne diffusa nei network di file sharing una settimana prima della sua pubblicazione ufficiale. Il pezzo iniziale del disco, Vicarious, venne mandato in onda dalle radio statunitensi il 17 aprile 2006, mentre l'album venne pubblicato il 2 maggio, piazzandosi tra i primi posti di diverse classifiche, tra le quali la Billboard 200. Le vendite della prima settimana furono di 564 000 copie negli Stati Uniti, un numero di copie doppio rispetto all'album dei Pearl Jam Pearl Jam, uscito nello stesso giorno.
Il titolo del disco prende spunto dagli anni di calvario di Judith Marie Garrison, madre di Keenan, morta nel 2003 dopo ventisette anni di paralisi. L'elogio esplicito sembra ricollegare alcuni eventi citati in vecchie canzoni come Jimmy, The Patient, e Judith degli A Perfect Circle. "10,000 Days non è un album positivo, ma ti lascia guardare attorno con gli stessi occhi su cui prima avevi posto delle lenti lungimiranti, che però non ti hanno portato così lontano come speravi. Andavano tolte per ricominciare a camminare con le proprie gambe."
L'album si rivela, dopo i primi contraddittori e superficiali giudizi, un netto passo avanti nella discografia del gruppo: ogni membro del gruppo amplia in modo ingente il proprio bagaglio tecnico-strumentale. 10,000 Days è infatti il disco strumentalmente più complesso e dalle partiture meno facilmente riproducibili dei Tool. Se è vero che manca la continuità di suono di Lateralus, 10,000 Days offre all'ascoltatore nuove sfaccettature mai mostrate precedentemente, rinunciando solo in apparenza alle esplicite rivelazioni esoteriche che nel 2006 sarebbero risultate di certo meno originali rispetto a quanto lo erano nel 1996 e nel 2001. La tournée europea dell'album è stata svolta con l'ausilio di spettacoli audio-visivi da teatro oltre a diversi laser.

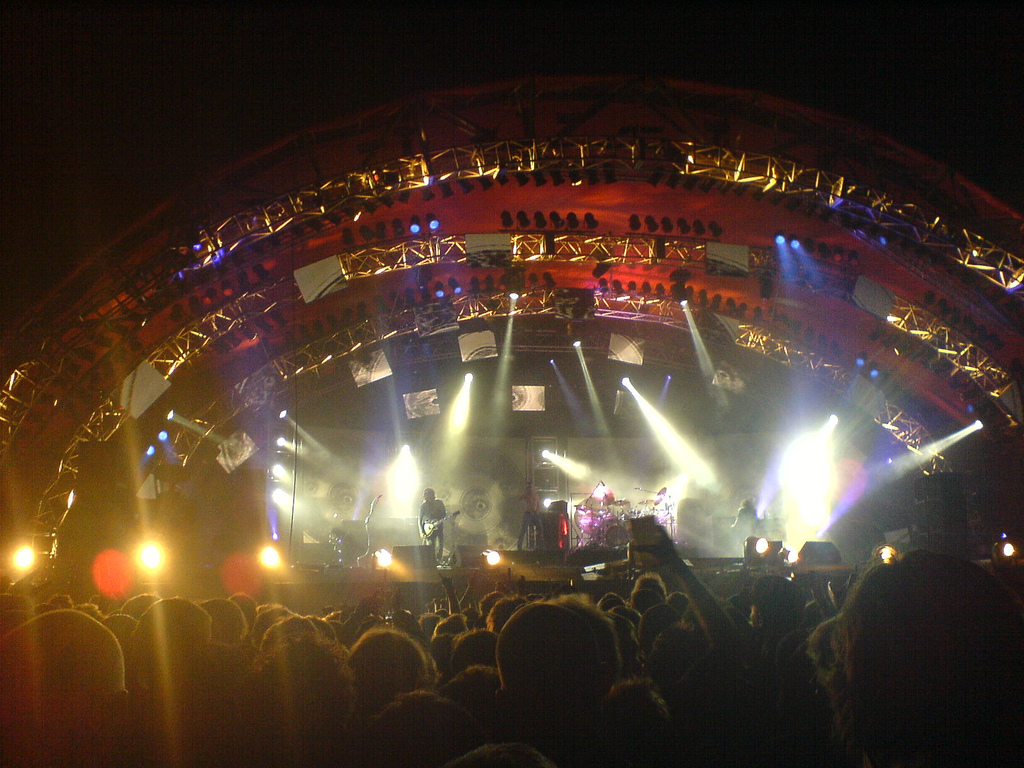
Il gruppo in concerto nel 2006

Dopo la pubblicazione del disco, il tour per la sua promozione iniziò il 30 aprile 2006 al Festival di Coachella. Il programma del tour era simile a quello di Lateralus del 2001, e come gruppi di supporto vennero chiamati gli Isis e i Mastodon.
Durante una breve pausa del tour nel 2007, dopo le date in Australia e Nuova Zelanda, il batterista Danny Carey venne ferito ad un bicipite dal cane della sua ragazza, rendendo incerto il proseguimento del tour nell'America del Nord. Carey venne sottoposto a intervento chirurgico il 21 febbraio, e molti concerti vennero spostati. Il tour riprese in aprile, ed i Tool si esibirono come gruppo principale al Bonnaroo Music Festival, e durante l'esecuzione di Lateralus vennero raggiunti sul palco dal chitarrista Tom Morello (Rage Against the Machine e Audioslave).
Nel frattempo, Vicarious venne nominata ai Grammy nella categoria "Best Hard Rock Performance" e 10,000 Days vinse il Grammy come "Best Recording Package".
In un'intervista del maggio 2007, il bassista Justin Chancellor affermò che il gruppo avrebbe continuato il tour fino ai primi mesi del 2008 per poi prendersi un periodo di pausa. Chancellor giustificò questa scelta aggiungendo che il gruppo avrebbe già pronto nuovo materiale e vorrebbe realizzare sicuramente un nuovo album. Un progetto possibile fino alla pubblicazione di un nuovo album è la realizzazione di un film sul gruppo, possibilità presa in considerazione da molto tempo. Le idee variano dal realizzare "una storia narrata veste surreale con molti soldi e il maggior numero di effetti speciali possibili" fino ad "un po' di tutto, o qualcosa del gruppo dal vivo". E benché Carey abbia affermato che il necessario know-how è a portata di mano grazie alle molte relazioni che il gruppo ha con artisti che lavorano nel mondo del cinema, Jones ha in qualche modo chiuso la questione affermando che "al momento se ne sta solo parlando".
Il video musicale per Vicarious è stato pubblicato in DVD il 18 dicembre 2007.
I Tool hanno suonato al Lollapalooza Festival, che si è svolto tra il 7 e il 9 agosto 2009 nella città di Chicago.

### Fear Inoculum(2014-presente)

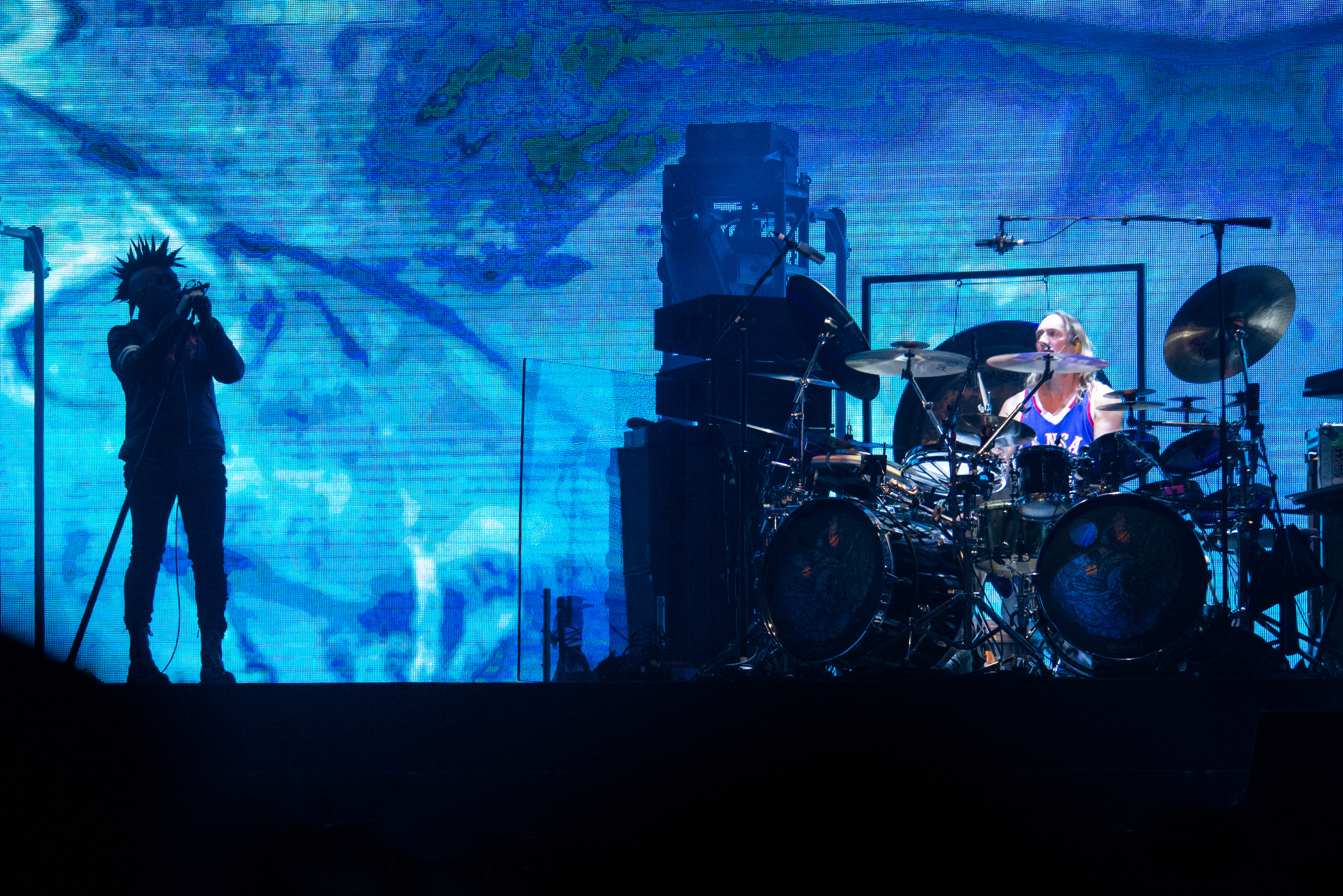
Maynard James Keenan e Danny Carey in concerto all'Hellfest 2019

Il 6 marzo 2014 il chitarrista Adam Jones ha dichiarato su CraveOnline che il nuovo album dei Tool è «pronto al 100%» e uscirà a fine anno, rivelando il giorno seguente che non è vero e di aver voluto fare uno scherzo ai fan. Il 15 luglio dello stesso anno Jones e Danny Carey hanno attribuito i ritardi alla lavorazione del quinto album a responsabilità familiari e a una causa legale in corso; Carey ha comunque rivelato che un brano del disco era «praticamente completato».
Nel marzo 2015 Jones ha rivelato che la causa si è risolta a favore dei Tool e che la formazione avrebbe ripreso a concentrarsi sulla registrazione dell'album, con la speranza di completarlo verso la fine dell'anno ma sottolineando che il gruppo non avrebbe accelerato il lavoro per rispettare una scadenza arbitraria.
Nel gennaio 2019 il frontman Maynard James Keenan ha confermato l'imminente uscita del quinto album in studio, avendo provveduto a completare le proprie parti vocali. Il 29 luglio i Tool hanno annunciato il quinto album, intitolato Fear Inoculum e previsto per il 30 agosto dello stesso anno. Per anticipare l'uscita è stato reso disponibile per l'ascolto il singolo omonimo.

## Tributi
Il Vitamin String Quartet ha creato diversi album tributo ai Tool, il primo dei quali si intitola Third Eye Open: The String Quartet Tribute to Tool (2001). Le canzoni dei Tool sono arrangiate per essere eseguite da una sezione di strumenti ad arco con almeno tre musicisti. Oltre al già citato Third Eye Open: The String Quartet Tribute to Tool il The String Quartet Tribute ha pubblicato anche Metamorphic: The String Tribute to Tool Volume 2 nel 2003, eseguito da due gruppi di musicisti, inclusi quelli di Third Eye Open. Gli altri album dello String Quartet sono: Finding Beauty in the Dissonance: A Piano Tribute to Tool, Chamber Made: The Baroque Tribute to Tool, Anatomica: The String Quartet Tribute to Tool e The String Quartet Tribute to Tool's Ænima.
Altri tributi ai Tool includono A Gothic Acoustic Tribute to Tool, Tribute to Tool eseguito da diversi artisti rock e Rockabye Baby: Lullaby Renditions of Tool.

## Formazione
Attuale
- Maynard James Keenan – voce (1990–presente)
- Adam Jones – chitarra, sitar, tastiera (1990–presente)
- Justin Chancellor – basso (1995–presente)
- Danny Carey – batteria, tabla, percussioni, campionatore (1990–presente)

Ex componenti
- Paul D'Amour – basso (1990–1995)

## Discografia

### Album in studio
- 1993 – Undertow
- 1996 – Ænima
- 2001 – Lateralus
- 2006 – 10,000 Days
- 2019 – Fear Inoculum

### Raccolte
- 2000 – Salival

## Videografia
- 2000 – Salival
- 2005 – Schism
- 2005 – Parabola
- 2007 – Vicarious
- 2022 – Opiate²

### Testi monografici
- Joel McIver, Tool, Tsunami Edizioni, 2010, ISBN 978-88-96131-13-8.